# Psychomyia siveci
Psychomyia siveci är en nattsländeart som beskrevs av Malicky 1993. Psychomyia siveci ingår i släktet Psychomyia och familjen tunnelnattsländor. Inga underarter finns listade i Catalogue of Life.